# Nidella argutula
Nidella argutula là một loài bọ cánh cứng trong họ Cerambycidae.